# Деконструкция
 Тази статия е за философското понятие.  За течението в архитектурата вижте Деконструктивизъм.  
Деконструкция (déconstruction) е понятие, употребявано в съвременната философия, литературната критика и социалните науки. С него се обозначава процесът, посредством който писмените и устните форми на изразяване (в частност в западната философия) започват да променят и задълбочават своите значения, особено когато биват изследвани през призмата на презумпциите и липсите, които те разкриват у себе си. Жак Дерида (1930 – 2004) въвежда това понятие през 60-те години на ХХ век.
Областите, които са релевантни спрямо фокуса на деконструктивистите, включват философията на значението в западната философия, както и средствата за конструиране на тези значения от западните автори и за разбирането им от западните читатели. Въпреки че Дерида не признава деконструкцията като отделен метод или философска школа, понятието се употребява за опис на конкретните текстологични методи, които Дерида използва. Те включват откриването, разпознаването и разбирането на имплицитните презумпции, допускания, идеи и структури, върху които се надстрояват формите на мисълта и вярата – например при задълбочаването на обикновеното деление между природа и култура. „Déconstruction“ на Дерида черпи вдъхновение от трудовете на Мартин Хайдегер и неговата представа за Destruktion или Abbau, както и от Еманюел Левинас и идеите му за другостта.